# Hải Nhân
Hải Nhân là một xã thuộc thị xã Nghi Sơn, tỉnh Thanh Hóa, Việt Nam.

## Địa lý
Xã Hải Nhân nằm gần trung tâm thị xã Nghi Sơn, có vị trí địa lý:
- Phía đông giáp phường Hải Hòa và phường Ninh Hải
- Phía tây giáp phường Nguyên Bình và xã Định Hải
- Phía nam giáp phường Nguyên Bình
- Phía bắc giáp xã Định Hải.

Xã Hải Nhân có diện tích 16,27 km², dân số năm 1999 là 9.002 người, mật độ dân số đạt 553 người/km².
Đây là địa phương có tuyến đường cao tốc Quốc lộ 45 – Nghi Sơn đang được xây dựng đi qua.

## Lịch sử
Trước đây, Hải Nhân là một xã thuộc huyện Tĩnh Gia.
Ngày 14 tháng 12 năm 1984, tách 21,6 ha diện tích tự nhiên của xã Hải Nhân để thành lập thị trấn Tĩnh Gia.
Ngày 22 tháng 4 năm 2020, Ủy ban Thường vụ Quốc hội ban hành Nghị quyết số 933/NQ-UBTVQH14 thành lập thị xã Nghi Sơn trên cơ sở toàn bộ diện tích và dân số của huyện Tĩnh Gia. Xã Hải Nhân thuộc thị xã Nghi Sơn như hiện nay.